# South Park Studios
South Park Studios (aussi appelé South Park Digital Studios) est une société d'animation américaine crée par Trey Parker et Matt Stone, destinée à la série animée South Park.
Un épisode de South Park dure en moyenne 6 jours de production et création avec un ordinateur.
Tandis qu'avec le cut-out, un épisode comme Cartman a une sonde anale prend 3 mois de production et de création.
Après, il est diffusé sur la chaine Comedy Central.

## Histoire
Le studio a été créé en 1997 par les créateurs de la série South Park.
Le studio a été créé pour imaginer, écrire, monter, produire et doubler les épisodes de la série.
Il a aussi servi pour les jeux rpg South Park: L'annale du destin, South Park: Le bâton de la vérité et South Park: Phone Destroyer avec l'aide d'Ubisoft.
Le studio a aussi un site web :cc.southpark.com ou simplement cart.mn.
Un making-of a été diffusé sur Comedy Central "6 Days To Air: The Making Of South Park" (traduit de l'anglais: "6 jours de diffusion: la fabrication de South Park", source : Google Traduction) diffusé dans la saison 15.
1. ↑  « South Park - Watch Full Episodes, Clips & More » (consulté le 21 août 2019)